# 존 해블리첵
존 조지프 해블리첵(영어: John Joseph Havlicek, 1940년 4월 8일 ~ 2019년 4월 25일)은 전 미국 프로 농구 선수이다. 보스턴 셀틱스 한 팀에서만 16시즌을 뛰었고 8번의 NBA 우승을 기록했는데, 그 중 4번은 해블리첵의 첫 4시즌 동안이었다. NBA에서 팀 동료였던 빌 러셀과 샘 존스만이 해블리첵보다 우승 횟수가 많으며, NBA 결승에 8번 진출해서 8번 모두 우승한 3명 중의 한 명이다.

## 대학 시절과 NBA 시절
해블리첵은 오하이오 주립 대학교 농구부에서 제리 루카스와 함께 뛰었다. 당시 미래의 전설적인 농구감독이 되는 바비 나이트는 후보 선수였는데, 오하이오 팀은 1960년 NCAA에서 우승했다.